# Јелица Беловић Бернаджиковска
Јелица Беловић Бернаджиковска (1870 — 1946) била је српска етнографкиња, књижевница и уредница.
Оцењујући рад Јелице Беловић Бернаджиковске, Тихомир Остојић констатује да оно шта је Вук за народну усмену књижевност, Цвијић за српску антропогеографију, Богишић за право, Станковић за музику, то је Јелица Беловић за традиционалне ручне радове и текстилну орнаментику.

## Биографија
Рођена је у Осијеку, школовала се у Осијеку и Ђакову, а затим у Загребу, Бечу и Паризу. Веома рано је научила девет језика, од којих је на немачком и француском писала. Почела је да објављује већ као ученица у омладинским листовима. Радила је као учитељица у Загребу, Руми и Осијеку, а 1895. прелази у Мостар где сарађује са књижевницима окупљеним око часописа „Зора“ (Алекса Шантић, Јован Дучић). У Мостару упознаје будућег супруга, Пољака, Бернаджиковског, који је радио као судски чиновник, и венчава се са њим 1896. Имали су једног сина.
Након живота у Мостару прелази у Сарајево, а одатле у Бањалуку, где постаје управитељица Више девојачке школе. Често је имала неприлике са аустријским властима због залагања за идеју југословенства, па је најчешће и поред забране писања и неке врсте прогона, објављивала под псеудонимима како би сакрила ауторство и заштитила се од саслушања и привођења. Често је користила мушки псеудоним Љуба Даничић под којим је објављивала и радове на немачком језику. Због неблагонаклоног односа друштвене и политичке јавности према њеном раду, често је мењала запослења и селила се. Из истих разлога превремено је пензионисана, 1909. године, а након објављивања алманаха Српкиња, морала је да из Сарајева, где је тада живела, побегне у Осијек. Била је у немилости аустријске власти због опредељености за уједињење Јужних Словена, а касније је, делујући између Србије и Хрватске и бавећи се заједничким и тешко одвојивим фолклорним наслеђем, оптуживана за претерани српски национализам.
У Сарајево се вратила 1917. године уређујући једини српски лист у монархији Народна снага, а након ослобођења рехабилитована је као наставница, те је прво радила у Сарајеву, а затим у Новом Саду. Објавила је око 30 кињга на српском језику и 15 књига на немачком, као и велики број чланака у периодици. Готово да нема часописа са којим није сарађивала, а имала је врло развијену сарадњу са немачким листовима. Посебно је интересантна сарадња са чувеним фолклористом, приповедачем и сексологом Фридрихом Саломоном Краусом у његовом годишњаку Anthropophyteia, који је излазио у Лајпцигу од 1904. до 1913. где је она редовно објављивала. Њен рад је, свакако, био више признат у иностранству, где је развила и одржавала значајне контакте, поготово у круговима фолклориста и етнографа, него у Београду, Сарајеву и Загребу.
У периоду након 1918. њен положај све више слаби и она углавном остаје по страни и на маргини интензивних активистичко-политичких деловања женских и других организација. Била је разочарана радом женских организација у међуратном периоду, сматрајући, између осталог, да женско питање њихове чланице користе за личну добробит, као да нису довољно окренуте прошлости, те да неке значајне жене заборављају. Радила је као наставница у Новом Саду до 1936. године, када је пензионисана. У Новом Саду је и умрла 1946. године, а њена заоставштина се налази у Музеју Војводине и у рукописном одељењу Матице српске.

## Дело
Посао Јелице Беловић у области прикупљања везова и њиховог проучавања пионирски је у српској култури и науци, а у том тренутку још увек нова област истраживања и у европској етнографској заједници. Најзначајнија дела из области етнографије су Грађа за технолошки ријечник женског ручног рада (1906), као и Српски народни вез и текстилна орнаментика (1907). У настојањима да што боље проучи народне везове, бавила се и другим облицима етнографских истраживања и свим облицима народног изражавања, схватајући да су сви аспекти народног стваралаштва и деловања повезани. Преданим радом је прикупила везове, научно их класификовала, тумачила је значење симбола и орнамената на њима, створивши својим проучавањима терминологију за ову научну област. Предано је радила на прикупљању етнографског материјала интензивно путујући по целом некадашњем југословенском простору. У приватном поседу имала је изузетно обимну збирку везова. Водила је преговоре са Матицом српском у Новом Саду о оснивању етнографског музеја, чија би основа била њена приватна колекција, али су ови преговори пропали.
Захваљујући угледу који је уживала у европским круговима, често је била у одборима који су приређивали изложбе етнографске грађе у европским градовима, Берлину, Дрездену, Паризу, Милану, Минхену, радећи на процени аутентичности изложеног материјала. Такође, остваривши контакте са значајним људима Европе, настојала је да јужнословенску народну баштину презентује у интернационалним круговима, те је у великој мери допринела и интернационалном препознавању јужнословенског фолклорног наслеђа. Поред објављивања књига на немачком језику и превођења народне књижевности на француски језик, један од најсветлијих момената у том смислу била је изложба Српска жена приређена у Прагу 1910. године, када су изложени српски везови. Ипак, поред свега, Јелица никада није имала прилике да ради у музеју и да буде институционално подржана у својим истраживањима, већ је велики посао на прикупљању и проучавању етнографске грађе обављала као приватни посао уз свој редовни учитељски позив.
Поред етнографског бавила се и педагошким и књижевним радом, а интересовања за женско питање представљају обједињујући елемент сва три поља њеног деловања. Такође, интересовање за вез, као народну уметност, допуњавало је њена широко заснована интересовања за живот жене. Педагогијом се бавила и практично и теоријски и њена најзначајнија дела у тој области су Дечија психологија данашњег времена (1899) и Наше кевице (1904). Књижевне радове је објављивала у часописима и у њима је на литерарни начин анализирала друштвена питања, а често је писала о неповољним друштвеним утицајима на омладину. Објавила је својеврсну социолошку студију о проституцији Бело робље (1923).
Са становишта тзв. женског питања и проучавања књижевности изузетно је значајан алманах Српкиња који је у сарадњи са другим књижевницама и активисткињама приредила и објавила 1913. године у Сарајеву. Овај алманах, илустрован мотивима народног веза, представља реконструкцију уметности, живота и рада жена и један је од најзначајнијих подухвата те врсте. Алманах поред теоријских радова, какви су на пример, текст Савке Суботић о изложби Српска жена у Прагу, Стевана Радића о Милици Стојадиновић Српкињи, текст Јелице Беловић Жене и књижевност или Јулке Срдић Поповић о женским књигама, доноси портрете преко 60 значајних жена подељених у групе: сараднице књижевних друштава, уреднице, докторке и професорке, песникиње, приповедачице, учитељице, музичке и ликовне уметнице, као и портрете мушкараца, Аркадија Варађанина и Стевана Радића, који су били наклоњени женском питању и допринели женском образовању. Овим алманахом реконструишу се достигнућа женског рада у различитим областима, али се показује и специфичност женског стваралаштва и његово место у целокупном културно-друштвеном простору.